# 高畑勲
高畑 勲（たかはた いさお、1935年〈昭和10年〉10月29日 - 2018年〈平成30年〉4月5日）は、日本のアニメ監督、映画監督。
畑事務所代表、公益財団法人徳間記念アニメーション文化財団理事。日本大学芸術学部講師、学習院大学大学院人文科学研究科主任研究員、多摩美術大学客員教授などを歴任、紫綬褒章受章。映画プロデューサーや、フランス文学（ジャック・プレヴェール）の翻訳も手がけている。
1959年に東映動画に入社。『太陽の王子 ホルスの大冒険』で長編をはじめて演出した後、1971年からAプロダクションに移る。以後『アルプスの少女ハイジ』や『母をたずねて三千里』などのテレビアニメを経て、宮崎駿とともに設立したスタジオジブリで監督作を手がけた。
アニメーション研究家からは、類型化されないキャラクターの演技や感情表現を持ち込んだこと、丹念な日常描写で生活感を与えたことや、背景とキャラクターの一体化といった革新的な表現に挑み続けた点を、アニメーションに対する功績として評価される。

## 来歴

### 生い立ち
1935年（昭和10年）、三重県宇治山田市（現・伊勢市）で、高畑浅次郎の三男として生まれる。父の浅次郎は当時中学校の校長であり、戦後は岡山県の教育長となり、後に同県初の名誉県民にまでなった人物であった。
1943年（昭和18年）に浅次郎が岡山一中校長となり、岡山市へ転居した。またこの時に、岡山県立師範学校男子部附属国民学校（現・岡山大学教育学部附属小学校）に転校した。
1944年（昭和19年）、9歳のときに岡山市で空襲に遭った。これが高畑の人生における一番強烈な体験だった。高畑はすぐ上の姉とともに家族とはぐれ、火の雨と猛火のなかを逃げまどい、川のほとりで明け方に冷たい黒い雨に打たれていた。

### 東大文学部に進学
1951年（昭和26年）に岡山大学附属中学校卒業後、岡山県立朝日高校に入学。1954年（昭和29年）に同校を卒業し、東大に入った二人の兄に続いて、自らも東京大学教養学部文科二類（東大文二、現在の東京大学文科三類）に入学し上京する。
上京した大学生時代に、1955年に公開されたポール・グリモーの映画『やぶにらみの暴君』（のちに改作され『王と鳥』となる）が日本公開され、衝撃を受けて映画館に通うようになる。髙畑にとってこれがフランスの詩人・脚本家であるジャック・プレヴェールの作品との出会いであった。フランス文学を志し、仏文学を専攻。東京大学文学部仏文科卒業。
なお、フランス語に関連する仕事として、高畑はジャック・プレヴェールの名詩集《Paroles》（邦訳題名『ことばたち』）の日本初完訳（2004年）、フランスの長編アニメーション映画でプレヴェールが脚本を執筆した『王と鳥』の字幕翻訳を手がけた。『紅の豚』の劇場用パンフレットではさくらんぼの実る頃（原題: Le Temps des cerises）の訳詞を載せている。

### 東映動画に入社
長編漫画映画『やぶにらみの暴君』（『王と鳥』の原型）に感銘を受けて、アニメーション映画の制作に携わると決意。1959年(昭和34年）、大学卒業後に東映動画に入社。東映動画による演出助手公募の第一期生で、同期に池田宏がいる。
入社後間もない1960年前後に、内田吐夢監督による『竹取物語』の漫画映画化企画が立ち上がった。この時、東映動画社内で脚本プロットの募集がおこなわれたが、高畑は応募しなかった。しかしながら高畑はこのとき「ぼくたちのかぐや姫」というメモや、「『竹取物語』をいかに構成するか」というノートを残している。
高畑は、その後、映画『安寿と厨子王丸』『わんぱく王子の大蛇退治』で演出助手になり、テレビアニメ『狼少年ケン』で演出デビュー。その仕事ぶりを認められ、大塚康生の推薦により、長編漫画映画『太陽の王子 ホルスの大冒険』の演出（監督）に抜擢される。この作品はのちに高い評価を得た。しかし、予算やスケジュールの大幅な超過から当時高畑をはじめとするメインスタッフはその責任を負う形で他と待遇に差を付けられ、興行面でもターゲットと宣伝の不一致から不振だった。

### Aプロダクション時代
『太陽の王子 ホルスの大冒険』の制作遅延や組合活動によって、高畑は東映動画で長編劇場作品の演出や「やりたい企画」のテレビアニメを任される可能性はほぼないと考えていた。そんな折に、Aプロダクションに移っていた楠部大吉郎と大塚康生から、『長くつ下のピッピ』のアニメ化（企画は東京ムービー）のために移籍を勧誘される。
大塚が手がけていた『ムーミン』にテレビアニメの可能性を感じていた高畑は、東映動画のテレビアニメにはないチーフディレクターによって作品全般を統括できる点にも魅力を感じて誘いに応じるも、宮崎駿・小田部羊一の2人が不可欠と、両者に移籍を説得した。高畑は「将来のある2人を巻き添えにする」ことに悩んだが、宮崎はすぐに決断し、小田部は迷ったものの妻の奥山玲子が残ることで周囲から容認された。
『長くつ下のピッピ』では、原作者（アストリッド・リンドグレーン）との交渉に向かう藤岡豊（東京ムービー社長）に同行する形で宮崎がスウェーデンにロケハンに赴き、その経験を生かして大量のイメージボードを描く一方、高畑は「覚え書き」や「字コンテ」を作って作品の方向性を固めようとしたが、原作者の許可が下りず、企画は頓挫した。移籍の理由が消失した高畑らはAプロダクションの様々なテレビアニメの企画や制作への参加を余儀なくされ、高畑は東映動画の（残った）仲間に申し訳ないという思いを抱いたという。
『ルパン三世 (TV第1シリーズ)』後半パートの演出を宮崎と共に担当したのも、そうした状況で受けた仕事の一つだった。「のちのルパンシリーズの原型を作り上げた」とされるが、高畑自身は「それなりに面白くできた話もありますけど、正直なところ投げ出すしかなくて、責任を取りたくない回もあります」と述べている。
1972年に映画『パンダコパンダ』、翌1973年に『パンダコパンダ 雨ふりサーカスの巻』の演出を務める。この映画の制作に際しては『長くつ下のピッピ』で作りかけた世界観や設定（少女の一人暮らし、三つ編みでそばかすのある主人公、オーブンのある台所など）が活用された。脚本の宮崎駿のアイデアが存分に盛り込まれ『となりのトトロ』のルーツとされる。

### 日本アニメーション時代
ズイヨー映像（のちに日本アニメーションに改組）に移籍し、『アルプスの少女ハイジ』『母をたずねて三千里』『赤毛のアン』の演出・監督を担当、海外ロケハンや徹底的に調べ上げた資料を元に生活芝居を中心としたリアリズムあふれるアニメを構築した。場面設計だった宮崎駿、絵コンテを担当していた富野喜幸（現・富野由悠季）に与えた影響は大きい（詳細は後述）。『未来少年コナン』では数話のコンテ・演出を担当し、初監督で苦しむ宮崎駿をアシストした。
1977年、Aプロダクション時代に面識のあった楠部三吉郎がシンエイ動画での『ドラえもん』の再アニメ化を原作者の藤本弘（藤子・F・不二雄）に持ち込み、藤本から「どうやって『ドラえもん』を見せるのか、教えてもらえませんか」と問われた際に、楠部は高畑の自宅を訪れ『ドラえもん』の単行本を読ませた上で、企画書の執筆を依頼した。高畑は目にした『ドラえもん』を「子供の心をぐいっとつかまえる力がある」と絶賛した上で企画書を書き、数日後に楠部と二人で藤本を訪れると、企画書を読んだ藤本はアニメ化を承諾したという。楠部は高畑を『ドラえもん』の「恩人のひとり」と記している。

### テレコム・アニメーションフィルム時代
1980年、『赤毛のアン』が終わりのんびりしていた高畑のもとに、漫画『じゃりン子チエ』の映画化の企画が持ち込まれた。高畑は原作を熟読した上で「やってみたい」と返事し、その後、大阪の下町へのロケハンも敢行した。1981年に公開された映画は、非常に制約の多い中で制作されたにもかかわらず、興行的にも成功した。
その後、TV版が制作されることになり、再び高畑の元へと依頼が来る。この時、高畑は引き受ける条件として、映画版で主役・竹本チエを務めた中山千夏、準主役・竹本テツを務めた西川のりおを起用すること、それ以外の声優に関しても、ナチュラルな大阪弁が話せる声優を起用すること、という条件を出したが、制作側がその条件を呑み、チーフディレクターを務めることとなった。高畑自身、この作品を非常に気に入っており、別名を使ってコンテを切ったり演出をしている。その時に使っていた別名は、本作で西川のりおが演じた竹本テツをもじった「武元哲」である。『チエ』が公開された1981年にテレコム・アニメーションフィルムへ移籍した。
同じ時期に、オープロダクションが自主制作で手がけた『セロ弾きのゴーシュ』の監督も担当し、5年を費やして1981年に完成（劇場公開は1982年）した作品は毎日映画コンクールの大藤信郎賞を受賞した。
『じゃりン子チエ』に前後して、当時テレコム・アニメーションフィルム（および親会社である東京ムービー）が社運をかけて取り組んでいた日米合作の劇場大作『NEMO/ニモ』に参加する。いったんは日本側の監督にノミネートされたが、制作体制の問題から1983年に降板し、テレコム・アニメーションフィルムを退社する（宮崎駿は一足先に退社していた）。『NEMO/ニモ』製作のための渡米時にフレデリック・バックの作品『クラック!』に出合い感銘を受けている。

### 風の谷のナウシカ
その後、宮崎が監督する『風の谷のナウシカ』に参加しプロデューサーを務める。この『風の谷のナウシカ』が成功を収めたことから、宮崎はこの映画で得た資金を有意義に使いたいと考え、今度は高畑が監督する映画を製作しようと提案した。その結果、水の都福岡県柳川市の風情をとらえた映画『柳川堀割物語』を撮影することになり、高畑が脚本・監督を務め、宮崎の個人事務所「二馬力」が製作を担当した。
しかし、高畑があまりにも巨額な製作費を費やしたため、宮崎が用意した資金を全て使い果たした挙句、宮崎の自宅を抵当に入れざるを得ない事態となった。困惑した宮崎は徳間書店の鈴木敏夫に相談し、『柳川堀割物語』の製作費を回収するには、新作アニメーション映画を製作しその収入で賄うしかないとの結論に至る。その後、宮崎と鈴木は新作映画『天空の城ラピュタ』の製作を目指し奔走することになる。

### スタジオジブリ設立
『風の谷のナウシカ』を制作したトップクラフトは既に解散していたため、宮崎駿と鈴木敏夫は『天空の城ラピュタ』を制作してくれるアニメーションスタジオを探していた。その時、高畑が「なら、いっその事、スタジオを作ってしまいませんか」と宮崎、鈴木等に提案した。これを受け、1985年、徳間書店が宮崎等の映画製作のため、スタジオジブリを設立した。
高畑も宮崎に請われてスタジオジブリに参加したが、高畑は「作り手は経営の責任を背負うべきではない」と主張し、役員への就任を辞退した。亡くなるまでスタジオジブリに所属していたものの、経営に関わる役職には就かなかった。また、ジブリとは別に高畑個人の様々な窓口的事務を行う、畑事務所を持っていた。
1988年『火垂るの墓』の監督を務める。公開時点で清太が野菜泥棒をして捕まる場面等、未完成のシーンが残ったままとなり、わずかながらも未完成のままでの劇場公開という不祥事に、いったんアニメ演出家廃業を決意したが、後に宮崎の後押しを受けて1991年に『おもひでぽろぽろ』で監督に復帰している。
『おもひでぽろぽろ』を作る前に、しかたしん原作の『国境』を元に、満州国と朝鮮半島における人々の日常生活を淡々と描く中で、日本人の現地人差別の実態を詳らかにする企画を進めていたが、1989年に起きた天安門事件の影響で企画が流れた。
1994年には自ら原作を手がけた『平成狸合戦ぽんぽこ』を公開、配給収入で26億円を得て邦画ではトップとなる。これは高畑の監督作品でも最高の成績となった。また、スタジオジブリ時代の監督作では唯一のオリジナル作品である。
1999年に『ホーホケキョ となりの山田くん』を公開した後は、公開作品が10年以上途切れた。

### かぐや姫の物語
2000年代初頭、高畑の次回作と目されたのは『平家物語』のアニメ化であったが、メインアニメーターが同意しなかったことなどにより断念。鈴木敏夫の発案により、日本の古典『竹取物語』を原作としたアニメ映画が次の企画となるも、進捗の不調から山本周五郎の『柳橋物語』や赤坂憲雄の『子守り唄の誕生』を原作やベースとした企画に変更される曲折を経る。
鈴木敏夫は2007年6月のTV番組において、なるべく早く高畑勲に映画を撮らせたいと語った。ただ、高畑の場合、自分で絵を描くことができないので、彼のイメージを具現化できるアニメーターが必要になるので、その点が難しいが何とかすると述べた。鈴木は実際に脚本段階まで進んでいる企画が複数あると明かした。2008年に高畑が新作長編を製作していることがアナウンスされた。この年に企画が最終的に『竹取物語』に戻ったと後に明らかになっている.
2009年10月、高畑の新作が『竹取物語』を原作に、「鳥獣戯画」のようなタッチで描いた作品であると報じられた。2010年1月には、高畑のコメントも含んだ形で『週刊文春』で紹介される。この中で高畑は「ストーリーは変えずに印象が全く違う作品にしたいと思っています。なかなか進まなくて、大分先になっちゃうかもしれませんが」と語った。
高畑が述べたように制作には時間を要し、約3年が経過した2012年12月になって、スタジオジブリは『かぐや姫の物語』のタイトルで2013年夏に公開予定であると正式に発表した。しかし2013年2月になり、制作の遅れから公開予定が2013年秋に延期されると発表され、同年11月23日に公開された。

### 晩年
アニメーション以外にも、人形劇の演出も行なっていた。晩年には、フランスのミッシェル・オスロ監督の長編アニメーション映画『キリクと魔女』等の一連の作品の日本語版の字幕翻訳・演出や、原作本の翻訳も手がけた。
2015年6月、アメリカの映画芸術科学アカデミー会員候補に選ばれた。
最晩年には、西村義明と共に年来の夢であった『平家物語』の短編映画の制作に取りかかったが、病状が悪化して、死の3か月前に断念した。

### 死去
2018年4月5日1時19分、肺がんのため、入院先である帝京大学医学部附属病院で死去した。82歳没。（享年84）。監督としては2013年公開の『かぐや姫の物語』が遺作となった。高畑の死去は海外メディアでも報道された。
死去から1か月余りが過ぎた5月15日に、三鷹の森ジブリ美術館で「お別れの会」が営まれ、宮崎駿・大塚康生・小田部羊一・久石譲がコメントを読み上げた。（宮崎のコメントについては次節で紹介）
大塚は『太陽の王子 ホルスの大冒険』でのエピソード等を語り、死去を「悔しくて悔しくてしようがないよ」と述べ、小田部は2017年の闘病中に高畑から「大丈夫、治るから」と励ましを受けたことを踏まえて「納得できません。これはあべこべです」と悲しみを吐露した。久石は『風の谷のナウシカ』での起用に対する感謝と「君をのせて」の制作に高畑が関わった点を紹介し、「お別れは言いません。心からご冥福をお祈りしますが、またいつか、どこかでお会いしましょう」と結んだ。
また、子息が最晩年の高畑についてコメントし、2017年4月に手術を受けてからは体調不良（発熱、せき、味覚障害）に苦しめられながらも2018年2月までは講演等もこなしていた事、3月10日には共に公園を散歩したが、月末に入院した時には呼吸困難から会話もできなくなっていたことなどを紹介するとともに、「純粋な好奇心と、日頃の勉強から得た発見や着想を、実験的なやり方を交えて、各分野の才能豊かな仲間達と表現し続けることができた。父は本当に幸せな人間だったと思います」と述べた。

### 没後
2019年に開催された第91回アカデミー賞において、逝去した映画人を悼む「In Memoriam（イン・メモリアム）」のコーナーで追悼された。
2019年7月2日より10月6日まで東京国立近代美術館において、2020年8月1日から9月27日まで岡山県立美術館にて、2021年4月29日から7月18日まで福岡市美術館にて、また、2021年9月18日から11月14日まで新潟県立近代美術館にて、遺品の資料展示を含む「高畑勲展―日本のアニメーションに遺したもの」が開催される。展覧会自体は高畑の生前から企画されており、当初の企画では高畑の好む作品（美術品・映画）と高畑の作品を並べて展示する趣向であったが、高畑が没したことで回顧展になったと説明されている。

## 宮崎駿との関係
アニメーション作家・映画監督の宮崎駿は東映動画時代の後輩である。また、『太陽の王子 ホルスの大冒険』から『おもひでぽろぽろ』に至るまで、長年にわたって共に作品を作ってきた盟友でもある。東映動画時代、組合活動を通じて宮崎に与えた思想的影響は少なくない。東映動画を離れて以降も共に作品を作り続け、演出面でも宮崎に影響を与えた。ただし、晩年は二人三脚で作品を作ることはなくなっていた。
高畑は宮崎について『「彼自身の猛烈な労働と惜しみない才能の提供」と「おそるべき緊張感と迫力」によって、わたしの怠け心を叱咤し、うしろめたさをかき立て、仕事に追い込み、乏しい能力以上のなにかを絞り出させたのは、宮﨑駿という存在だった。』、「特に若い頃の彼の献身的で無私の仕事ぶりに日々接する事がなかったならば、わたしはもっと中途半端で妥協的な仕事しかしなかったに違いない。」と述べている。
宮崎の作品について
高畑は『となりのトトロ』について、「子供達は森にトトロがいる可能性を感じられるようになった」と評価している。また、宮崎が基本設計した「三鷹の森ジブリ美術館」を激賞し、その建築的意義を称えている。
一方の宮崎は、その三鷹の森ジブリ美術館で開催された「アルプスの少女ハイジ展」で、高畑の演出を評価しながら詳細な解説を行なったり、『千と千尋の神隠し』の制作の際には、視点がずっと千尋を追うことに対し「パクさん（高畑）に怒られるな」とぼやいていたという。これは演出に際し、そういう事だけは絶対にやるなと高畑に教わったためである。
鈴木敏夫によると、宮崎が一番自分の作品を見せたい相手は高畑で、宮崎が見る夢には、いつも高畑しか出てこないと話したという。宮崎・高畑の両名と仕事をした事のある富野由悠季は、「世情的には、『ラピュタ』以後の二人が袂を分かったという声も聞きますが、全くそんなことはありません」と述べ、高畑の方法論と対峙した結果として、宮崎の作品が生み出されたとして、「高畑さんがいなければ、宮崎さんはアカデミー賞を取れなかったと断言できます」と指摘している。
久石譲の抜擢
宮崎駿の映画は久石譲が『風の谷のナウシカ』以来、音楽を担当しているが、高畑が、まだ新進気鋭の作曲家に過ぎなかった久石を、この時抜擢したのが最初の出会いとなった。この起用に関して、当時無名同然の久石を起用することにレコード会社と製作会社が難色を示し、公開前年の夏から年末にかけて難航する事態となったが、高畑が防波堤となり、反対意見を退けたという。
興行成績
宮崎とは同じスタジオジブリで映画を制作していた関係だが、興行成績では高畑は宮崎の監督作品に遠く及ばない。ジブリでの監督作品では最も高いのが『平成狸合戦ぽんぽこ』が配給収入26.5億円であり、宮崎の『千と千尋の神隠し』の興行収入308億円とは桁違いの差を付けられている。
『ホーホケキョとなりの山田くん』は、当時ジブリの親会社だった徳間書店社長の徳間康快が東宝と「ケンカ」してしまったため、東宝よりも配給力で劣っていた松竹で配給せざるを得なくなった。これが原因となって製作費に20億円以上かけながら、興行収入16億円弱・配給収入8億円弱という失敗(松竹は60億円の興行収入を見込んでいた)に終わり、かえって赤字が膨らむことになった。以後、高畑は次の新作まで14年を要する事となった。
高畑の「お別れの会」にて
2018年5月15日の高畑の「お別れの会」で宮崎は東映動画時代を出会いから振り返り、「教養は圧倒的だった。僕は得難い人に出会えたのだと嬉しかった」と述べた。自身も参加した『ホルス』で納期や予算を超過する「苦闘」の末にでき上がった初号試写で見た、ヒロイン・ヒルダが「迷いの森」をさまようシーンの表現に驚愕した体験から、「僕等は精一杯、あの時を生きたんだ。膝を折らなかったパクさんの姿勢は、僕等のものだったんだ。」と、往時を偲んだ。

## 演出・仕事
緻密な構成力を有し、アニメーションでありながら、リアルで自然な説得力のある世界観を追求している。
自分で絵を描かないメリット
高畑作品の絵コンテは自身がまずラフコンテを描き起こし、それを元に優秀なアニメーターが清書するという共同作業で完成される。各場面のキャラクターの演技をどうするか、その心理を深く考え抜き、アニメーターにも深く考えることを求めた。自分の考えを押しつけはせず、民主的にアイデアを募り、有機的にまとめることを求めた。
高畑は自分で絵を描かないことで、自分で描く狭さから脱出でき、『絵描きではないにしても、絵への感覚を研ぎ澄ませて「絵がわかる」という状態を持っていれば……様々な才能と組むことができる』と述べている。
なお、高畑の製作手法の中で頭角を現したのが宮﨑駿だった。宮﨑と組んだ時には、どんな物語にするか・プロット・一つ一つの情景を綿密に打ち合わせて、共通のイメージができ上がった時点で絵にしていく作業を繰り返した。宮崎は自身の監督作品では物語を作る際に膨大な量のイメージボードを描いており、高畑とは異なる手法をとっている。
作品のリアリズム
アニメは「誇張」や「省略」の手法を用いて描くのが主流だった中で、徹底した生活描写や舞台設定を行ない、作品に「リアリズム」を持ち込んだ。『アルプスの少女ハイジ』では当時のアニメ界では珍しい、海外へのロケーション・ハンティングを行なった。
アニメーションの本流への復帰を目指し、現実の日常生活の自然主義的な描写に留まっていてはアニメーションではないと考え、子供達の想像力を膨らませ、遊びの開放感と発見の喜びを味わわせる方向へと表現を高めることを要求した。
表現が記号やパターンでしか表現されないのでは実在感を感ずることができないと考え、生き生きとしたキャラクターは生き生きと、美しいものは観客にとっても美しく、楽しいことは楽しそうに、おいしそうなものはおいしそうに実質として表現した。
客観的に描ききる演出
演出の特色は原作を深く読み込み、ドラマとキャラクターに距離をおいて、客観的に描き切る所にある。人物に対しては過度な理想を抱かず、ペシミズムに陥るわけでもなく、リアリズムを基調にしている。シビアな題材を扱った場合には冷徹ですらあり、コメディタッチの題材であっても、生真面目な視点で物語る。
原作への態度
高畑は原作への態度について、「原作が面白いと思ったら、その面白さをどう活かすか、どう発展させるかということに集中します」「原作に感心するから作るのであって、そうじゃなければ断りますよ。『原作には感心しないけど、換骨奪胎してこう作れば面白くなる』というのは原作者に対して失礼だと思うから。」と述べており、『かぐや姫の物語』だけがその例外だったとしている。『母をたずねて三千里』の次に『ペリーヌ物語』の監督が予定されていたが原作の内容に否定的な立場を表明して拒否したという、『ペリーヌ物語』スタッフによる証言がある。
ささいな動作へのこだわり
キャラクターには平板な印象ではなく、靴を脱いだり履いたりといった日常の極めてささいな動作、立ち振る舞い家事等の表現を重視した。行動の過程をしっかり書くことで行動自体が楽しさや面白さが呼び起こすようにし、また、アニメーションの世界を現実のものとして感ずるようになる演出とショットの構成を求めた。
『ハイジ』はスポ根もの・ロボット系・魔法少女が人気だった当時のアニメ界で、地味な生活や質素な衣食住を丁寧に描いていこうと作られ、平均視聴率20％超えの大成功を収めた。
『となりの山田くん』『かぐや姫の物語』では日本の絵画の描線で、スケッチ風の淡彩の画面でやりたいという意志があった。アニメーターが描いたラフな線が持つ生命力を、そのまま画面に出す表現を可能にした。
音楽へのこだわり
音楽に対しても非常にこだわりを持っていた。主題歌や挿入歌の作詞や訳詞も行なっている。『母をたずねて三千里』で、エンディングテーマ「かあさんおはよう」の作詞、『おもひでぽろぽろ』ではベット・ミドラーの「The Rose」を翻訳し、「愛は花、君はその種子」とタイトルを付けて都はるみに歌わせた。宮崎駿監督作『紅の豚』では、シャンソンの名曲「さくらんぼの実る頃」の訳詞も手がけ、こちらは加藤登紀子が歌って話題になった。そして、『ホーホケキョ となりの山田くん』では、ドリス・デイがヒッチコック映画で歌った「ケ・セラ・セラ」の訳詞も行なった。宮崎の監督作『魔女の宅急便』では高畑は「音楽演出」の担当者としてクレジットされている。
また、作曲も手がけており、『じゃりン子チエ』の挿入歌である「バケツのおひさんつかまえた」を惣領泰則と共作。『かぐや姫の物語』では劇中歌の「わらべ唄」と「天女の歌」を高畑が作詞作曲を手がけた（作詞は坂口理子との共作）。この際、ボーカロイドの初音ミクに歌わせてデモ作りを行ない、久石譲に曲のイメージを伝えた。久石譲や矢野顕子・上々颱風等、多数のミュージシャンを指名し起用した。
高畑の没後に坂本龍一も依頼を受けたことがあったと明かしている。坂本によると音楽が「シリアス過ぎて」起用は見合せになったという。坂本は作品名は答えていないが、2012年に坂本が鈴木敏夫と公開対談した際に鈴木から高畑作品への協力を要請されたことがあった。
制作のスピードの遅さ
制作のスピードに関しては、宮崎が「パクさんはナマケモノの子孫です」と喩える程スローである。『太陽の王子 ホルスの大冒険』では、製作の遅れの責任を取って、プロデューサーが何度も交代する程であった。鈴木敏夫は高畑没後のインタビューで、（ジブリ時代に）高畑が「公開日に間に合わせて映画を作ったことが、遂に一度もなかった」と述べている。
『火垂るの墓』では一部カットの彩色が間に合わず、未完成版を公開した。『おもひでぽろぽろ』の時には遅延が明らかになって、宮崎がメインスタッフに「（間に合わせるには）今までのやり方を全部変えてくれ」と説明した後も、高畑は「今まで通りでいい」と主なアニメーターに話したが、彼等はそれに恐怖感を抱いて作業を早めたため、「何とか間に合った」という。
『平成狸合戦ぽんぽこ』では、鈴木はあらかじめ遅延を見越し、高畑には「3月公開」と伝えた上で本来の公開予定である7月に間に合わせる計略を仕掛けたものの、それでも間に合わなくなりそうになったため、10分削ることを約1か月、高畑と交渉して間に合わせた。『ホーホケキョとなりの山田くん』では、「製作は順調に遅れています」という異色の予告編が作られた。
『かぐや姫の物語』がいったん『風立ちぬ』と同日公開とされたのは、制作作業の遅れ（絵コンテの進捗が1か月で2分相当で、企画から5年経過の時点で30分しか完成しなかった）に業を煮やしたプロデューサーの西村義明が鈴木敏夫と相談の末、高畑を奮起させて進捗を回復させるために打った「大博打」だったという。
予算管理の甘さ
予算管理については甘いと指摘されている。特に、『柳川堀割物語』を監督した際には、高畑が巨額の製作費を注ぎ込んだため、宮崎駿が調達した資金だけでは足りず、結果的に宮崎が自宅を抵当に入れざるを得なくなるという騒動が起きている。この『柳川堀割物語』騒動について、鈴木敏夫は「高畑さんはプロデューサーとしては予算管理ができても、自分が監督となると際限なくお金を使ってしまう」と指摘している。
また、製作費50億円という日本映画としては破格の予算を注ぎ込んだ『かぐや姫の物語』の完成報告会見では、自ら「お金も時間もたくさんかけてやっと完成した。お金のことは考えずに作っちゃうのですが、できてしまうと、後はどう回収するか。問題はそればかり」と述べた。
『かぐや姫の物語』にこれだけの製作費を投入できたのは、高畑の監督作品、とりわけ『ホーホケキョ となりの山田くん』を気に入った日本テレビ会長（当時）の氏家齊一郎が、「高畑さんの新作を見たい。大きな赤字を生んでも構わない。金はすべて俺が出す。俺の死に土産だ」という意向で製作を要請し、氏家の逝去後も、そのパトロンとしての遺志が尊重されたことが要因であると鈴木敏夫は述べている。

## 人物
「パクさん」の由来
宮崎駿やプロデューサーの鈴木敏夫、古参アニメーターなどから「パクさん」と呼ばれていた。東映動画時代に高畑がよく遅刻して、朝食として菓子パンをパクパク食べていたことが由来である。同期の池田宏は、自分がこのあだ名を付けたと記している。
作品至上主義
高畑死後のインタビューで鈴木敏夫は、高畑について「いい作品を作ることがすべてであって、その他のことにはまったく配慮しない人」「よくいえば作品至上主義。でも、そのことによって、あまりにも多くの人を壊してきたことも事実です」と述べた。
鈴木は、近藤喜文が生前に「高畑さんは僕のことを殺そうとした」と打ち明けたことや、スタッフへの怒り方について「その人を鍛えるため、仕事への姿勢を変えるために言うんじゃない。（中略）逃げ道も作らないし、あとで救いの手を出すこともしない」ことを明かし、高畑がスタッフに対して感謝を示さなかったことを「いっしょに作品を作っているのだから、監督として感謝するのはおかしいという考え方なんです。論理的なのかもしれないけれど、人間的な感情に欠ける、破綻した考え方ですよね」と評した。
『火垂るの墓』の製作に携わった新潮社の新田敞が「松本清張や柴田錬三郎、安部公房、いろんな作家と付き合ってきたけど、あんな人はいなかった。高畑さんと比べたら、みんなまともに見える」と人物評を語ったことも紹介している。
趣味嗜好
趣味は音楽鑑賞と勉強。音楽に関しては特に造詣が深く、ピアノも弾け、譜面も読め、ベートーヴェンのスケルツォを集めたCDの企画・選曲も手がけている。『かぐや姫の物語』では挿入歌である「わらべ唄」「天女の唄」を作曲している。
文学にも関心が強く、気になったフランス語の文芸評論を個人的に訳出しパソコンで管理する一面もあったが、大塚康生によると周囲に対してそうした教養をあまり表に出さなかったという。
禁煙
かつては宮崎駿や鈴木敏夫と同じく愛煙家だったが、その宮崎と鈴木からの指示により2009年11月より禁煙に踏み切る。高畑は東大の先輩で良き理解者だった2011年の氏家齊一郎への追悼文の中で、宮崎と鈴木がその後もタバコをやめないことも踏まえ、二人の禁煙の指示は「氏家の強い意向を受けてのものであった」と記している。
日本共産党を支持
組合活動以来の縁で選挙では一貫して日本共産党を支持しているが、共産党員ではない。

## 影響を受けた作家・作品

### フレデリック・バック
高畑はフレデリック・バックの『クラック!』を観て衝撃を受ける。その後も交流や日本での紹介を行ない、尊敬を持って接し続けた。2011年にスタジオジブリの企画により、バックの展覧会を日本で開催した際には、高畑は来日したバックとテープカットも行なっている。
高畑はバックの作風を参考にして『ホーホケキョ となりの山田くん』『かぐや姫の物語』を製作した。スタジオジブリでは2011年に「フレデリック・バック展」を開催した。バックが亡くなる直前に高畑が自宅を訪れ、高畑の持参した『かぐや姫の物語』を鑑賞してもらっている。

### 宮沢賢治
高畑は宮沢賢治の作品を8歳か9歳の時に初めて読んだ。今と違い、児童書など無い頃で夢中になって読み、たちまち賢治の魅力にとらえられた。豊かな音の表現、登場人物をひっくるめて森羅万象が生気を漲らせて息づき、美しさと恐ろしさ、澄んだ明るさと暗い混沌、無心と悪意の交錯する、これらの作品は、まるで究極のアニメーション映画、決して映像化する事のできない、心の中にしか映し出せないアニメーション映画のように迫ってきた。なにもかもが、動きと光と色彩と音を伴って、実にありありと子供の高畑には見えた。オノマトペ等、賢治独特の不思議な言い回しは、口に出してみないではいられないほど魅力的で、兄弟で呪文の様に唱え合って楽しんだ。また、全集に収録された楽譜付きの楽曲にも親しんだ。
その後、高畑は『セロ弾きのゴーシュ』を監督としてアニメーション化する。他にも『貝の火』・『水仙月の四日』・『鹿踊りのはじまり』・『雪渡り』・『どんぐりと山猫』・『税務署長の冒険』等をアニメーション化したかったという。

### ジャック・プレヴェール
高畑はジャック・プレヴェールの作品には大学在学中に出会った。「枯葉」や「バルバラ」、「美しい星へ」といったシャンソンの曲群に多大な影響を受けた。後にプレヴェールの詩を訳した書籍も出版した。

### いわさきちひろ
高畑は長女が幼稚園から持ち帰った雑誌に載っていたいわさきちひろの作品である「こどものせかい」の『あめのひのおるすばん』を見て驚いた。そうして表紙のデザインの美しさ、女の子の不安な気持ちを捉え、心理的なものをこれほど深く表現し得た絵本はこれまでなかったと述べている。高畑が『火垂るの墓』をアニメーション映画化する際に、制作スタッフにいわさきの絵本『戦火のなかの子どもたち』を読ませた。この本を読むことで高畑自身が空襲に遭った経験がまざまざと蘇った。戦争を経験してない制作スタッフたちに当時についての想像力を高めさせるのにとても役に立った。高畑はいわさきの作品は「一瞬の愛らしさではなく、子どもがしっかりと内面を持って懸命に生きている自立した存在であることを私たちに気づかせ、見事に子どもの「尊厳」をとらえた稀有な画家」であると考えている。

## 略歴
- 1935年10月29日、三重県宇治山田市（現・伊勢市）に生まれる。
- 1938年、三重県津市に転居。
- 1942年、三重県師範学校男子部附属国民学校（現・三重大学教育学部附属小学校）に入学。
- 1943年、父の転勤に伴い、岡山師範学校男子部附属国民学校（現・岡山大学教育学部附属小学校）に転入。卒業後、岡山大学教育学部附属中学校に進学し卒業。
- 1954年、岡山県立岡山朝日高等学校を卒業、東京大学教養学部文科二類に入学。
- 1956年4月、東京大学文学部仏文科に進学。同期に大江健三郎[8]、海老坂武らがいた。
- 1959年3月、東京大学卒業。4月、東映動画に演出助手として入社。『わんぱく王子の大蛇退治』『狼少年ケン』『太陽の王子ホルスの大冒険』『もーれつア太郎』などに参加。東映動画労働組合で副委員長に就き、組合運動を通じ宮崎駿と知り合い親交を深める。
- 1971年6月10日、宮崎駿、小田部羊一と共にAプロダクションへ移籍。『ルパン三世 (TV第1シリーズ)』『パンダコパンダ』『パンダコパンダ 雨ふりサーカスの巻』に参加。
- 1973年、宮崎駿、小田部羊一と共にズイヨー映像（現・日本アニメーション）へ移籍。『アルプスの少女ハイジ』『母をたずねて三千里』『未来少年コナン』『赤毛のアン』などに参加。
- 1981年、テレコム・アニメーションフィルムへ移籍。『じゃりン子チエ（劇場版）』『じゃりン子チエ（TV版）』などに参加。
- 1982年、『セロ弾きのゴーシュ』（脚本・演出）公開。
- 1983年、『NEMO/ニモ』の準備作業をするが米国側と意見が合わず演出を降板。
- 1985年、スタジオジブリ設立に参画。
- 1987年、『柳川堀割物語』（脚本・監督）公開。
- 1988年、『火垂るの墓』（脚本・監督）公開。
- 1991年、『おもひでぽろぽろ』（脚本・監督）公開。
- 1994年、『平成狸合戦ぽんぽこ』（原作・脚本・監督）公開。
- 1995年、若手演出家養成のための第１期東小金井村塾を主催。
- 1998年、1998年秋の紫綬褒章を受章。
- 1999年、『ホーホケキョ となりの山田くん』（脚本・監督）公開。
- 2013年、『かぐや姫の物語』（原案・脚本・監督）公開。
- 2018年4月5日、肺がんのため東京都内の病院にて逝去、82歳没[90]。

## 手がけた作品
- 太字は監督作。

| 年             | タイトル                                  | 役職                               |
| -------------- | ----------------------------------------- | ---------------------------------- |
| 1961年         | 安寿と厨子王丸                            | 演出助手                           |
| 1962年         | 鉄ものがたり                              | 演出助手、制作進行                 |
| 1963年         | わんぱく王子の大蛇退治                    | 演出助手                           |
| 1963年         | 暗黒街最大の決闘                          | 助監督                             |
| 1963年〜1965年 | 狼少年ケン                                | 演出                               |
| 1965年〜1966年 | ハッスルパンチ                            | 演出（OPのみ）                     |
| 1968年         | 太陽の王子 ホルスの大冒険                 | 演出                               |
| 1969年〜1970年 | ひみつのアッコちゃん                      | 演出助手                           |
| 1968年〜1969年 | ゲゲゲの鬼太郎（第1作）                   | 演出                               |
| 1969年〜1970年 | もーれつア太郎                            | 演出（カラー版OP演出も担当）       |
| 1971年〜1972年 | ゲゲゲの鬼太郎（第2作）                   | 演出（OP/ED演出も担当）            |
| 1971年〜1972年 | アパッチ野球軍                            | 演出                               |
| 1971年〜1972年 | ルパン三世 (TV第1シリーズ)                | 演出                               |
| 1972年〜1973年 | 赤胴鈴之助                                | チーフ・ディレクター代理           |
| 1972年         | パンダコパンダ                            | 演出                               |
| 1973年         | パンダコパンダ 雨ふりサーカスの巻         | 演出                               |
| 1973年〜1974年 | 荒野の少年イサム                          | コンテ                             |
| 1974年         | アルプスの少女ハイジ                      | 演出、絵コンテ                     |
| 1975年         | フランダースの犬                          | 絵コンテ                           |
| 1976年         | 母をたずねて三千里                        | 監督、絵コンテ                     |
| 1977年         | アルプスの音楽少女 ネッティのふしぎな物語 | 絵コンテ                           |
| 1977年         | シートン動物記 くまの子ジャッキー         | 絵コンテ                           |
| 1978年         | ペリーヌ物語                              | 絵コンテ                           |
| 1978年         | 未来少年コナン                            | 絵コンテ、演出                     |
| 1979年         | 赤毛のアン                                | 脚本、絵コンテ、演出               |
| 1981年         | じゃりン子チエ                            | 監督、脚本 ※劇場版                 |
| 1981年〜1983年 | じゃりン子チエ                            | チーフディレクター、演出 ※TV版     |
| 1982年         | セロ弾きのゴーシュ                        | 脚本・演出                         |
| 1984年         | 風の谷のナウシカ                          | プロデューサー                     |
| 1986年         | 天空の城ラピュタ                          | プロデューサー                     |
| 1987年         | 柳川堀割物語                              | 脚本・監督                         |
| 1988年         | 火垂るの墓                                | 脚本・監督                         |
| 1989年         | 魔女の宅急便                              | 音楽演出                           |
| 1991年         | おもひでぽろぽろ                          | 脚本・監督                         |
| 1994年         | 平成狸合戦ぽんぽこ                        | 原作・脚本、監督                   |
| 1999年         | ホーホケキョ となりの山田くん             | 脚本、監督                         |
| 2003年         | キリクと魔女                              | 日本語版翻訳・演出                 |
| 2003年         | 連句アニメーション「冬の日」              | 芭蕉「名残表十句」作               |
| 2007年         | アズールとアスマール                      | 日本語版監修・演出・翻訳           |
| 2013年         | かぐや姫の物語                            | 原案・脚本、監督                   |
| 2016年         | レッドタートル ある島の物語               | アーティスティック・プロデューサー |
| 2017年         | メアリと魔女の花                          | 感謝                               |

## 賞歴
- タシケント国際映画祭監督賞（『太陽の王子 ホルスの大冒険』）
- 厚生省児童福祉文化賞（『赤毛のアン』）
- 第36回毎日映画コンクール大藤信郎賞（『セロ弾きのゴーシュ』）[注 10]
- 第42回毎日映画コンクール教育文化映画賞（『柳川堀割物語』）
- 日本カトリック映画大賞（『火垂るの墓』）
- 文化庁優秀映画（『火垂るの墓』）
- 国際児童青少年映画センター賞（『火垂るの墓』）
- シカゴ国際児童映画祭最優秀アニメーション映画賞（『火垂るの墓』）
- シカゴ国際児童映画祭子供の権利部門第1位（『火垂るの墓』）
- モスクワ児童青少年国際映画祭グランプリ（『火垂るの墓』）
- 第15回山路ふみ子文化財団特別賞
- 1992年 芸術選奨文部大臣賞（『おもひでぽろぽろ』）
- 第49回毎日映画コンクールアニメーション映画賞（『平成狸合戦ぽんぽこ』）
- 1995年度アヌシー国際アニメーション映画祭長編部門グランプリ（『平成狸合戦ぽんぽこ』）
- 第3回文化庁メディア芸術祭アニメーション部門優秀賞（『ホーホケキョ となりの山田くん』）[91]
- 1998年 紫綬褒章
- 2007年 第12回アニメーション神戸賞・特別賞[92]
- 2009年 第62回ロカルノ国際映画祭名誉豹賞[93]
- 第68回毎日映画コンクールアニメーション映画賞（『かぐや姫の物語』）[94]
- 東京アニメアワード2014特別賞「アニメドール」[95][96][97]
- 第23回日本映画批評家大賞アニメーション監督賞[98]
- 2014年度アヌシー国際アニメーション映画祭「名誉賞」（Cristal d’honneur）[99][100][101]
- 東京アニメアワード2015監督賞（『かぐや姫の物語』）[102][103]
- 2015年 フランス芸術文化勲章オフィシエ[104][105]
- 2015年 ウィンザー・マッケイ賞[106][107][注 1]

## 著書

### 単著
- 『「ホルス」の映像表現』徳間書店「アニメージュ文庫」、1983年
- 『話の話―映像詩の世界』徳間書店「アニメージュ文庫」、1984年[注 11]
- 『映画を作りながら考えたこと 1955〜1991』徳間書店、1991年 ISBN 978-419-5546390。
- 『映画を作りながら考えたことⅡ 1991〜1999』徳間書店、1999年 ISBN 978-419-8610470
- 『十二世紀のアニメーション―国宝絵巻物に見る映画的・アニメ的なるもの』徳間書店、1999年 ISBN 978-419-8609719
- 『漫画映画（アニメーション）の志―「やぶにらみの暴君」と「王と鳥」』岩波書店、2007年 ISBN 978-4000220378
- 『一枚の絵から 海外編』岩波書店、2009年 ISBN 978-4000221771
- 『一枚の絵から 日本編』岩波書店、2009年 ISBN 978-4000221764
- 『アニメーション、折りにふれて』岩波書店、2013年 ISBN 978-4000220804。岩波現代文庫、2019年 ISBN 978-4006023096
- 『映画を作りながら考えたこと―「ホルス」から「ゴーシュ」まで』文春ジブリ文庫、2014年[注 12]
- 『君が戦争を欲しないならば』岩波ブックレット、2015年 ISBN 9784002709420

### 共著
- 宮崎駿・鈴木伸一・おかだえみこ『アニメの世界 とんぼの本』（新潮社 1988年）
- 大塚康生・叶精二・藤本一勇『王と鳥 スタジオジブリの原点』（大月書店 2006年）
- 宮崎駿・小田部羊一『幻の「長くつ下のピッピ」』（岩波書店 2014年）

### 訳書
- ジャン・ジヨノ『木を植えた男を読む』訳著 徳間書店 1990
- ミッシェル・オスロ『キリクと魔女』徳間書店スタジオジブリ事業本部、2003
- ジャック・プレヴェール『ことばたち』ぴあ 2004年
- プレヴェール『鳥への挨拶』編訳 ぴあ 2006年（奈良美智絵）

## 関連書籍
- 宮崎駿 -「高畑勲さんへ」（2018年5月15日ジブリ美術館での弔辞）「週刊朝日」2018年12月21日号、第137-138頁に収録。
- 大塚康生『作画汗まみれ』 文春ジブリ文庫（増訂版）、2013年 ISBN 4-19-861361-3
- 大塚康生『リトル・ニモの野望』 徳間書店、2004年 ISBN 4-19-861890-9
- 『大塚康生インタビュー アニメーション縦横無尽』聞き手森遊机、実業之日本社、2006年 ISBN 4-408-61255-3
- 『高畑勲 「太陽の王子ホルスの大冒険」から「かぐや姫の物語」まで』「キネマ旬報ムック」キネマ旬報社、2013年
- 『ユリイカ 詩と批評 総特集 高畑勲の世界』青土社、臨時増刊2018年7月
- 『高畑勲 〈世界〉を映すアニメーション』河出書房新社<KAWADE夢ムック>、2018年8月
- 鈴木敏夫『天才の思考 高畑勲と宮崎駿』文藝春秋<文春新書>、2019年5月
- 『高畑勲をよむ：文学とアニメーションの過去・現在・未来』三弥井書店、2020年4月
- ステファヌ・ルルー『シネアスト高畑勲 アニメの現代性』岡村民夫訳、みすず書房、2022年4月

## 研究
- 高畑は自身の関心に基づき、「日本絵画史に見るマンガ的アニメ的なるもの」「絵で語る工夫の世界史―いわゆる異時同図を中心に―」というテーマで「素人研究」を行ってきた[108]。この研究のうち、12世紀の連続式絵巻に関する部分を出発点にまとめたものが『十二世紀のアニメーション：国宝絵巻物に見る映画的・アニメ的なるもの』[109]として出版されている。
- 2005年から2007年にかけて、学習院大学大学院人文科学研究科身体表象文化学研究科による身体文化学プロジェクトに参加。共同研究テーマ「身体表象メディア論（映像芸術と身体表象メディア）」のリーダー（主任研究員）を務めた。その成果は『世界の鏡としての身体:シェイクスピアからアニメーションまで』[110]として出版された。

## 関連する人物

### 近藤喜文
近藤喜文は『火垂るの墓』『おもひでぽろぽろ』において彼抜きではこの両作はあり得なかった。『赤毛のアン』などで日常生活の「キャラクターアニメーション」（人物の性格・ひととなりの活写）をこころざして近藤はとても良い仕事をした。『火垂るの墓』において近藤に課せられた目標は「日本人をちゃんと描こう」ということだった。こうあってほしいという理想主義的なキャラクターでもなければマンガ的様式的なキャラクターでもない、まぎれもない日本人がこうあった、という現実的なキャラクターでなおかつ日本人の尊厳を保ちながらユーモアをまじえて捉えることはできないかということを目指した。近藤は自分の作ったキャラクターならば斜め仰向きの顔などどんな難しいアングルでも感じよく描くことができた。

### 井岡雅宏
井岡雅宏は『アルプスの少女ハイジ』『赤毛のアン』で美術監督を務めた。『赤毛のアン』では色数が多いのに濁らず、しぶいのに空気は澄んで、他の美術の人に比べてタッチは荒く筆あとも残し、明暗を同色で描かず色彩で描き自然の現実感を失わないまま装飾的に描いた。彼の描いた美術ボードは一枚一枚が「絵画」となっており見飽きなかった。『ホルス』では朝夕のリアリズムを基調とした現実感のある場面を描いた。

### 小田部羊一
小田部羊一は高畑の初期作品から長年ともに仕事をした同志である。『ハイジ』『母をたずねて三千里』などではキャラクターデザインを務めた。小田部のキャラクターはごく簡潔でありながら人間的な温かみと柔軟性を持ち地を通わせることができた。東映動画を退社する際も共に退社している。
小田部が時代考証を担当した『なつぞら』（2019年度上期NHK連続テレビ小説）では、若き演出家・坂場一久（演・中川大志）について、東大卒の経歴や長編映画『神をつかんだ少年クリフ（「太陽の王子 ホルスの大冒険」をモチーフにした作品）』を担当した経緯について高畑をオマージュさせている。

### 男鹿和雄
『平成狸合戦ぽんぽこ』は男鹿和雄に美術をやってもらうことを前提に設計した。男鹿の絵は見る者に自然の実感を喚起する力をもち映画美術としての機能的側面を忘れさせることができた。自然に対する愛情と適応力・観察眼そしてセンスの良さを持ち合わせた。

### 百瀬義行
百瀬義行とは1983年に『風の谷のナウシカ』の原画を依頼するために阿佐ヶ谷駅前の喫茶店で初めて会った。『火垂るの墓』では絵コンテ作画と場面設定・レイアウトを受け持ってもらった。百瀬の絵コンテは緻密かつ的確でそれを拡大コピーすればそのままレイアウトの基礎になり、しかも絵に温かみがあった。百瀬はうまいだけでなく人柄も反映したどこか丸みのある穏やかな絵柄も、人々が普通に見ている感覚にできるだけ近い画角の取り方も高畑の目指す日常的な画面づくりにぴったりだった。『火垂るの墓』以後の高畑作品全てに百瀬は参加している。

### 山本二三
山本二三は『じゃりン子チエ』の美術を行った。原作漫画の絵柄の良さを生かしたレイアウトをした。山本のレイアウトの美術はしばしばリアルな「リアル」を超え第二の「リアル」を画面に作り出した。

### 氏家齊一郎
氏家齊一郎は高畑の実質的なパトロンとして高畑を支えた。『かぐや姫の物語』が氏家の強い希望で作られた。氏家は『かぐや姫』の進展を心待ちにし脚本準備稿・絵コンテにも目を通していた。

## 影響を与えた人物
※宮﨑駿については「宮﨑駿との関係」の節を参照。

### 富野由悠季
『機動戦士ガンダム』『伝説巨神イデオン』などを監督した富野由悠季は、高畑が監督を務めた世界名作劇場で、『アルプスの少女ハイジ』全52話中18本、『母をたずねて三千里』全52話中22本、『赤毛のアン』全50話中5本（※『機動戦士ガンダム』の放送のため中盤から不参加）の絵コンテを担当。高畑が監督をした世界名作劇場シリーズにおいて、もっとも多くの絵コンテをこなした。
富野は「対象への理解が正確でなければならない、ということを追求してきた監督が高畑勲です」と述べている。『子供は分かれば見る』と子どもの理解力を舐めてはいけないということを教えられ、何人かが焚き火しながら話しているだけのワンカットに1分以上も費やす場面を作った際も、1分耐えられるセリフやストーリーが作れるのか、それがアニメの勝負だと教えられた。
「街の風景、街灯がそこに立っている意味、つまりは物事の形が持っている意味は、なんとなくではありません。“それを意識する・考える”ということを高畑さんに教えられました。何より、ガンダム以降、僕は作品作りにおいてハッキリとそういう気を付け方をするようになったんです。これは高畑さんの影響だと認めざるをえません」、「SFモノ、巨大ロボットものをやっている目線だけでは、アニメにおいて“文化論”を意識するところまでは絶対にいけなかった」と述べている。

### 片渕須直
片渕須直は、『セロ弾きのゴーシュ』で高畑監督と出会い、その後『リトル・ニモ』で演出助手を務めた。
「基準はすごく高いところにあり、大変厳しい方」だったという高畑監督について、
「戦後、商業的にアニメーションを大きく広げていこう、という状況の中で、高畑監督はもっと普遍的なテーマを持ったアニメーションができるのでは？と探っていました」と回想。
『この世界の片隅に』を監督した時に「道しるべとなったのが『火垂るの墓』だった」「高畑さんの子ども時代の体験が反映されている。戦争を経験していない我々がどうすれば『火垂るの墓』に追いつけるのかと必死になりました。」「冒頭の空襲の状況、その場に立つと空襲がどう見えるのか、ものすごくきちんと描かれている。戦争を経験した高畑監督自身の経験からなのだと思います」と言及。高畑さんは『この世界の片隅に』を繰り返し見て下さったようで、『エールを送ります』との言葉をいただいたのが何よりうれしかった」と語る。片渕は高畑を「子どもだけでなく、大人も楽しむようになった今日の日本アニメーションの隆盛を築いた一番のキーパーソン」、「センスで作るのではなく、作品の中にセオリーを置いて人物を描く唯一の人とも言える」という。

### マイケル・アーント
映画脚本家のマイケル・アーントはまだ無名の頃に自身の脚本が映画スタジオから何度も却下され、廃業も考えていた際にニューヨークの近代美術館で偶然鑑賞した『ホーホケキョ となりの山田くん』に感銘を受けて、廃業を撤回。アメリカ西海岸に戻って、『リトル・ミス・サンシャイン』の脚本を書き上げた。2006年に公開されたこの作品は多数の映画祭で高い支持を受け、2007年の第79回アカデミー賞では脚本賞及び助演男優賞を受賞した。
また、『リトル・ミス・サンシャイン』の脚本がピクサー・アニメーション・スタジオなどに評価され、アーントは『トイ・ストーリー3』（2010年公開）や『スター・ウォーズ/フォースの覚醒』（2015年公開）の脚本も担当した。
アーントはスタジオジブリを訪問し、高畑と対面した際に「あなたが『となりの山田くん』を作っていなかったら、ぼくは脚本家になることを諦めていました」「高畑監督の作品と出会わなければ『リトル・ミス・サンシャイン』や『トイ・ストーリー3』は生まれませんでした」と述べている。